# Pallacanestro Messina 2000-2001
La Pallacanestro Messina 2000-2001 ha preso parte al campionato di Serie A2. Era sponsorizzata dalla Media Broker.
La società è stata trasferita da Barcellona Pozzo di Gotto a Messina e ha cambiato nome, da Cestistica a Pallacanestro. Si è classificata al 9º posto della Serie A2 e ha preso parte ai play-off per la promozione, in cui è stata eliminata dalla Record Napoli.